# 奧利安 (密蘇里州)
奧利安（英語：Olean）是位於美國密蘇里州米勒縣的村。

## 人口
根據2020年美國人口普查的數據，奧利安的面積為0.45平方千米，皆為陸地。當地共有人口114人，而人口密度為每平方千米253人。